# Pone Navata

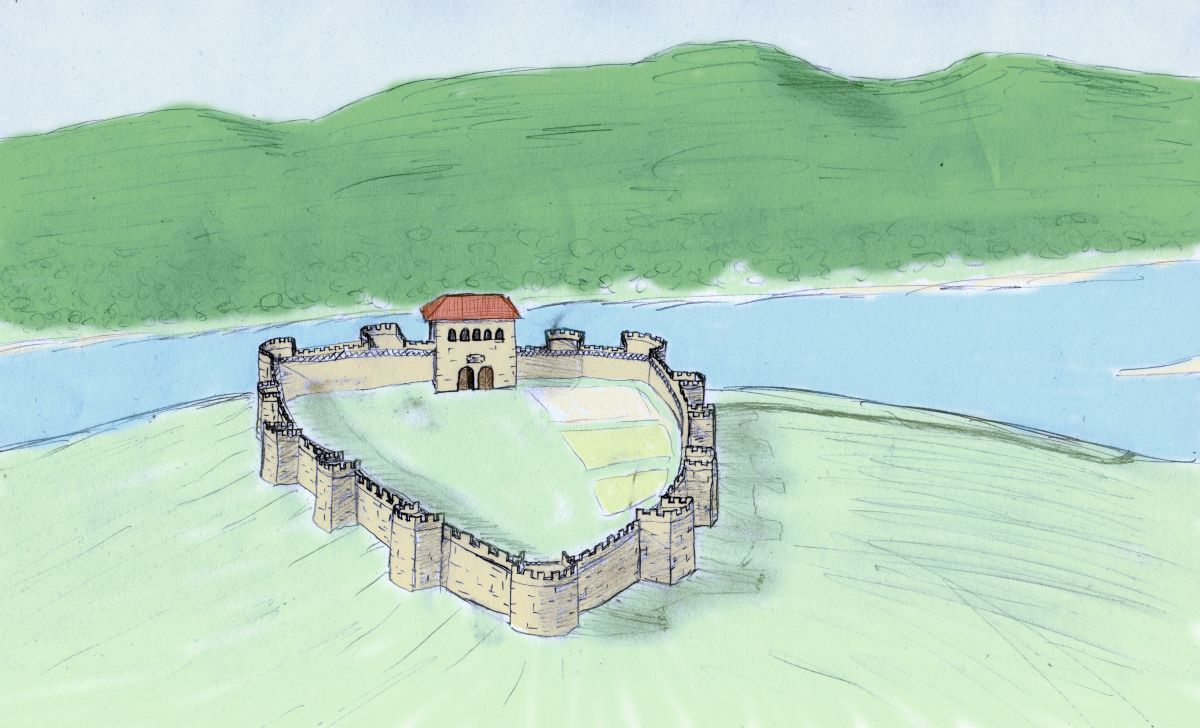
Az erőd rekonstrukciós rajza délkelet felől

Pone Navata a pannoniai római limes egyik fontos erődítménye volt a Dunakanyar bejáratánál, a visegrádi Sibrik-dombon. Az I. Constantinus parancsára épített erőd a többé-kevésbé folyamatos használatnak köszönhetően egészen a tatárjárásig állt.

## Története

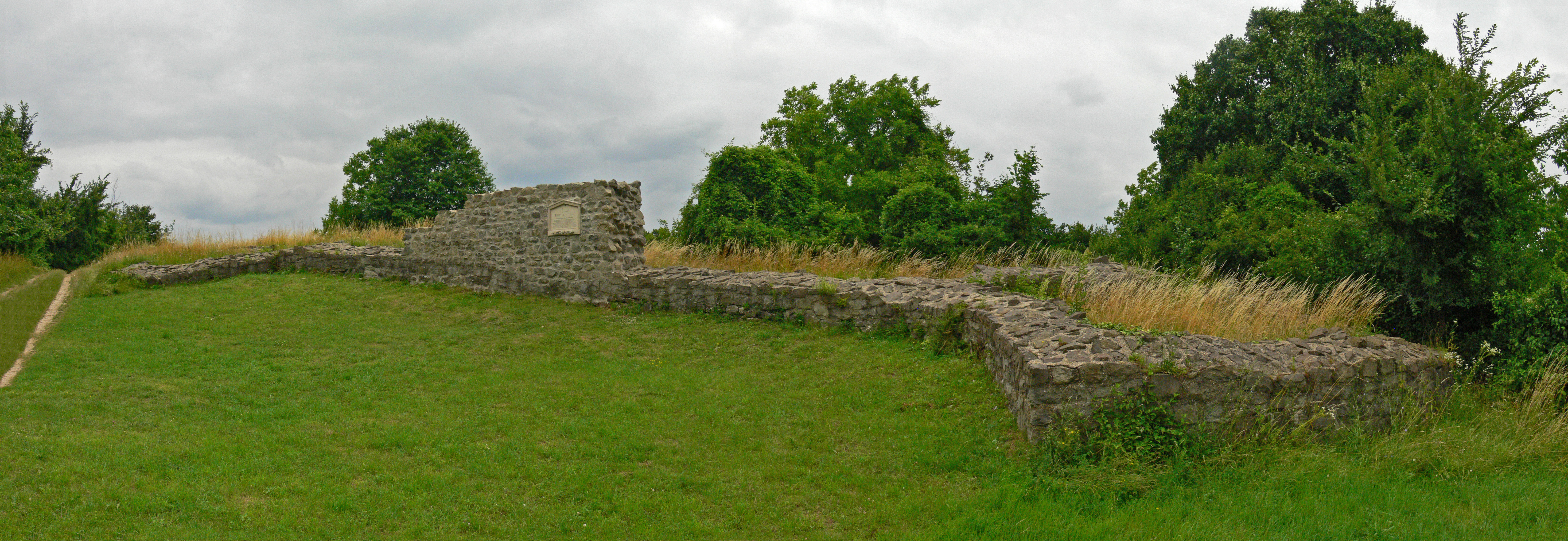
Az erőd panorámaképe kelet felől, jobbra a legyező alakú saroktorony

A ripa (folyóparti limes) e kényes szakaszára I. Constantinus császár építtette a soktornyos, szabálytalan háromszög alakú erődöt. A Duna fölötti 176 méter magas dombról ellenőrizni lehetett a Duna Castra ad Herculemtől a Szentendrei-szigetig tartó szakaszát. Az erőd 300 fős auxiliaris helyőrséggel rendelkezett, és a számos burgusszal, Ad Herculem és a mai Gizellamajor erődjével, a Szentendrei-sziget két erődjével, valamint a szobi és verőcei hídfőállással együtt a dunai limes legjobban megerősített részét alkotta. A római helyőrségét, valószínűleg az Auxilia Ursarensia-t a kvádok elleni háború után, még 380 előtt Ad Statuasba helyezték, csak a nagy toronyban maradhatott katonaság. Egy kisebb csoport telepedett meg az erődben, akik földbe vájt lakógödrökben éltek. Más források szerint a kvádok foglalták el. Az 5. századtól nincs nyoma lakóknak.
A magyar honfoglalás után ismét használatba vették, a kijavított erődítmény lett az egyik első magyar vármegye, Visegrád vára. Ennek első írásos említése 1009-ből való. Valószínűleg a tatárjárás idején pusztult el végleg.

## Leírása

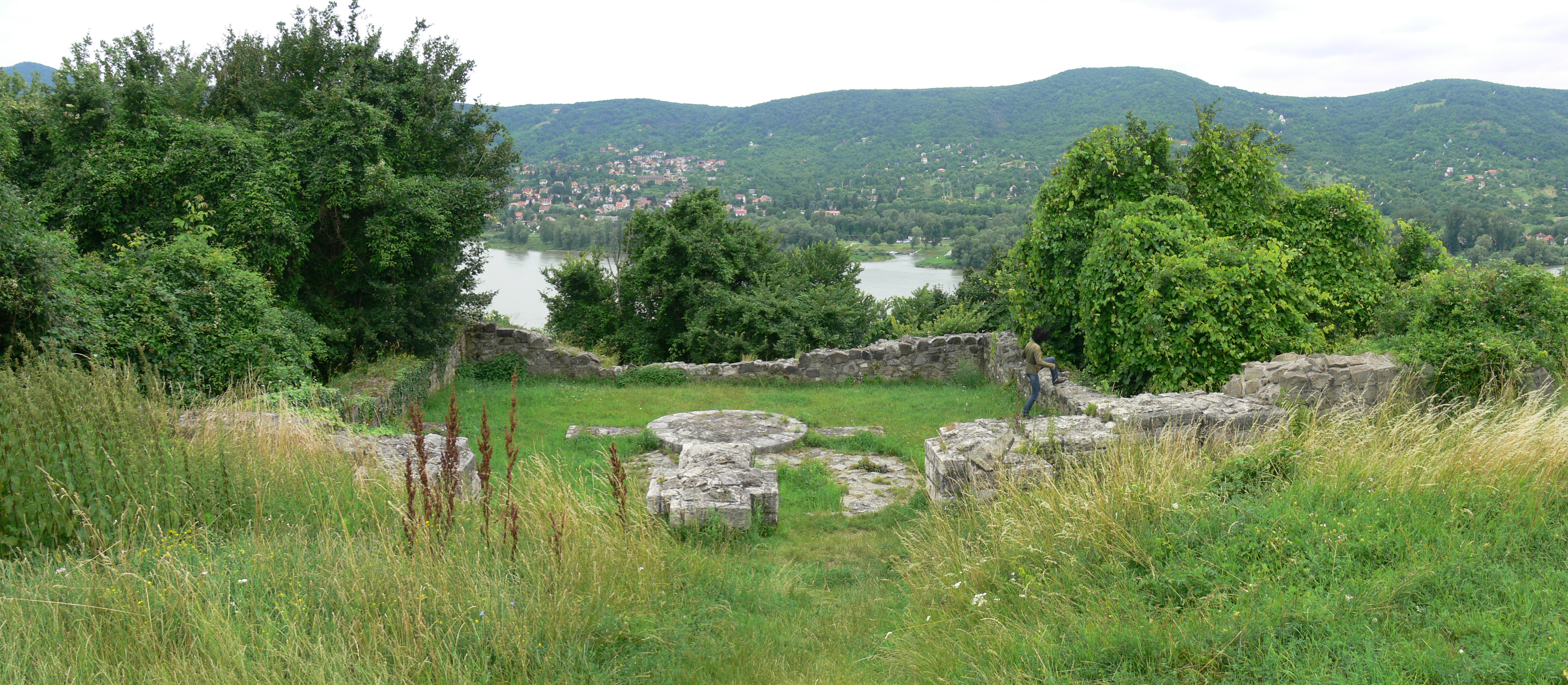
A nagy torony alapjai

Pone Navata korára jellemzően szabálytalan, nagyjából háromszög alaprajzú, 114x130 méteres, 11 patkó alakú oldaltoronnyal és 3 legyező alakú saroktornyokkal megerősített tábor volt. Falai 1,1-1,2 méter vastagok. Az erőd bejárata a nyugati oldalon lévő toronynál nyíló és 360 körül megnagyobbított kapu volt, a feltételezett későbbi - a kapu elé 380 körül épített, 14,20x12,90 méteres torony miatt szükségszerűnek tűnő - keleti kapura nincs bizonyíték.

## Feltárása
- Már a 19. században ismertek voltak a környéken előkerült római kövek
- Soproni Sándor 1951-52 illetve 1970-75 között ásatott a szinte beépítetlen terepen. Ekkor történt meg egy falszakasz illetve a nagy torony alapjainak konzerválása. Soproni úgy vélte, a két torony között lévő kapunak a keleti oldalon kellett lennie, ám erre máig nem került elő bizonyíték. Az ő nevéhez fűződik az építés idejének megállapítása is.
- Az északkeleti legyező alakú bástyában néhány téglára bukkantak Terentius Dux nevével, aki 371-ig volt hivatalban.
- Néhány az erődben talált oltárkő és szobor ma a Salamon-toronyban rendezett kiállításon látható.

## Megközelítés
A helyszín autóval elérhető a 11-es számú útról Visegrádtól keletre induló hegyi úton, illetve a Fellegvár mellett továbbhaladva. A romok gyalogosan szabadon bejárhatók, csak az erőd egyik sarkában áll egy magánház.

## Fotók

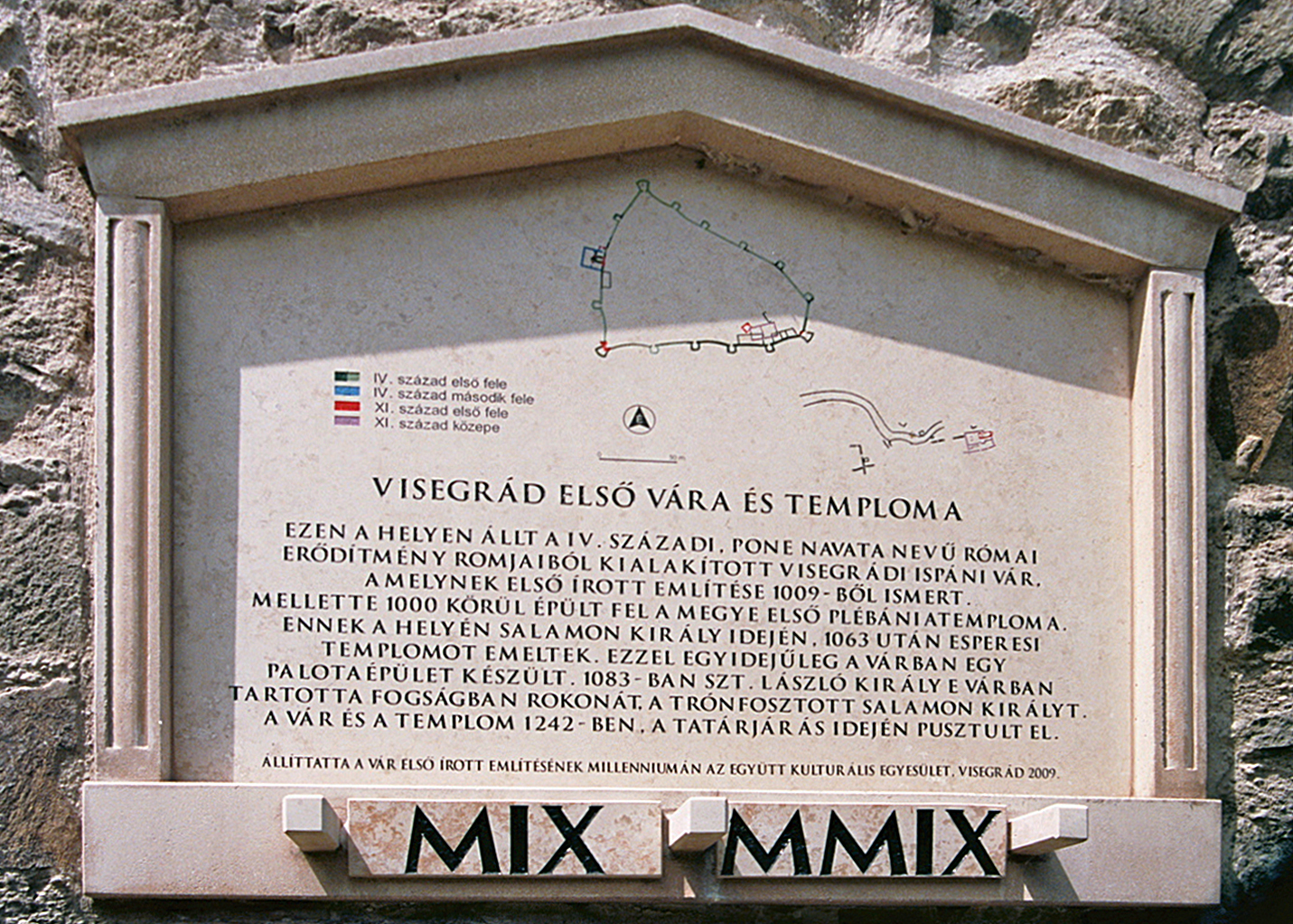
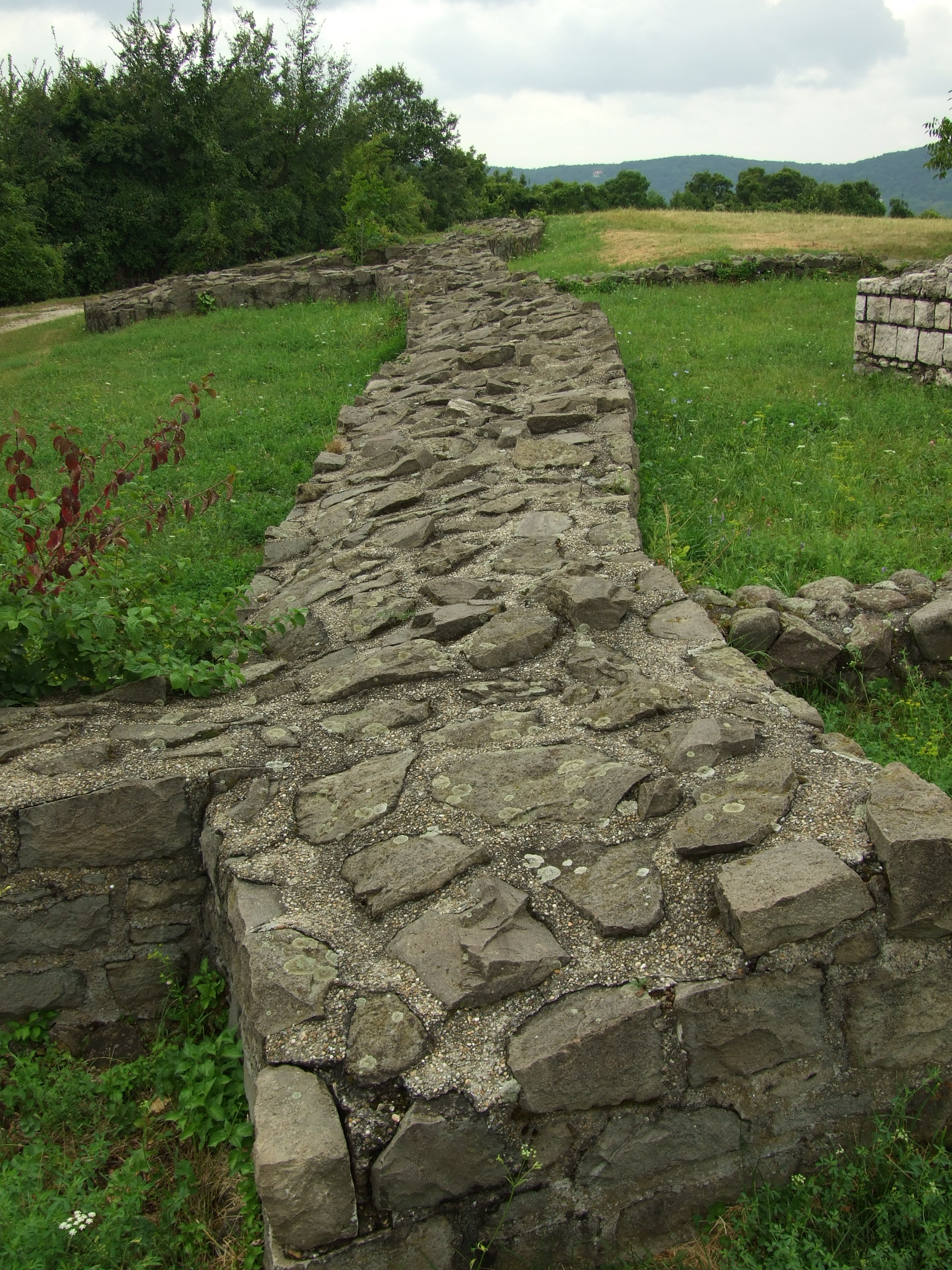
Az erőd falai